# Pivdenmash
La empresa estatal Sociedad de Producción «Planta de Construcción de Maquinaria del Sur en honor a O. M. Makárov» (en ucraniano: Виробниче об'єднання Південний машинобудівний завод ім. О. М. Макарова), oficialmente abreviada Pivdenmash (en ucraniano: Південмаш) y anteriormente Yuzhmash (en ruso: Южмаш), es una industria estatal ucraniana del sector aeroespacial. Produce naves espaciales, vehículos de lanzamiento (cohetes), cohetes de propulsores líquidos, trenes de aterrizaje, piezas de fundición, piezas forjadas, tractores, herramientas y productos industriales. La compañía tiene su sede en Dnipró e informa a la Agencia Espacial Estatal de Ucrania. Trabaja con socios aeroespaciales internacionales en 23 países.

## Historia

#### Década de los 40: Fundación e inicios de la Planta
En 1944, los líderes políticos de la Unión Soviética tomaron la decisión de construir nuevos automóviles y plantas de ensamblaje de automóviles en las regiones soviéticas de Kutaisi, Dnipró, Odesa, Novosibirsk e Irkutsk. 
Después de la liberación de Dnipró (Actual Ucrania) de la ocupación alemana durante la Gran Guerra Patria. el 21 de julio de 1944, el Comité de Defensa del Estado (GKO) adoptó una resolución sobre la construcción de una nueva planta de automóviles en la ciudad de Dnipró. La planta fue fundada en el sitio de una planta de motores de aviones, cuya construcción comenzó antes de la Gran Guerra Patria, pero no se completó, la nueva planta recibió el nombre de "Planta de Automóviles de Dniepropetrovsk" (DAZ). 

#### La Planta DAZ: De la Industria Automotriz a la Transición Aeroespacial
Andréi Romanov fue designado como primer director de la "Planta de Automoviles de Dniepropetrovsk" (DAZ) en 1944, cargo que ocupó hasta 1947. Bajo su liderazgo la construcción de la planta avanzo lentamente principalmente por la falta de organización en el proceso constructivo, la escasez de equipos adecuados y la ausencia de personal calificado. Estas deficiencias llevaron al incumplimiento de los plazos establecidos, lo que llevo a la destitución de Romanov el 27 de mayo de 1947 por orden del ministro de la Industria Automotriz de la URSS.
El 7 de mayo de 1947, Konstantin Vlasov asumió la dirección de la planta, tras la destitución de Romanov. Durante su gestión, que se prolongó hasta el 19 de abril de 1950, implementó medidas para mejorar la organización y acelerar la construcción de la "Planta de Automoviles de Dniepropetrovsk"(DAZ). Bajo su liderazgo, se lograron avances significativos en la infraestructura y en la adquisición de equipos necesarios para la producción. Aun así, la planta continuó enfrentando desafíos en términos de recursos y personal calificado.
En 1950, Georgiy Grigoriev asumió la dirección de la planta, tras haberse desempeñado previamente como ingeniero jefe desde 1947. Durante su gestión, se impulsó la creación del Laboratorio Central de la Planta, establecido en febrero de 1950. Este laboratorio introdujo la primera instalación de soldadura automática bajo una capa de fundente para ensamblar componentes de la grúa automotriz K-32, marcando el inicio de una colaboración con el "Instituto E. Platon de la Academia de Ciencias de Ucrania" y otras instituciones de investigación. Bajo su liderazgo, la planta comenzó a reorganizarse para la producción de cohetes.

#### Planta Sindical Estatal Nº 586
La transformación de la planta coincidió con la llegada del ingeniero aeroespacial Mijaíl Yánguel, quien es uno de los tres diseñadores más importantes de propelente liquido en la Unión Soviética, junto a Serguéi Koroliov y Vladimir Chelomei.
Como mano derecha del científico e ingeniero aeroespacial soviético Serguéi Koroliov en el OKB-1, Mijaíl Yánguel defendió el uso de la tecnología de propergol liquido de alto punto de ebullición (combustible líquido almacenable), que permitía el almacenamiento prolongado en misiles balísticos intercontinentales (ICBM). En contraste con la visión de Serguéi Koroliov, quien era partidario de los misiles que utilizan propergoles criogénicos, debido a que proporcionaba un mayor impulso especifico, pero requerían un manejo más complejo debido a que utilizaban oxígeno líquido, muy complejo y peligroso para cargar el combustible.
| | Propergoles Criogénicos                 | Propergoles Almacenables             |
| --- | --------------------------------------- | ------------------------------------ |
| Ventajas | Más eficientes                          | Más fáciles de almacenar             |
| Seguridad | Difíciles de manipular                  | Más seguros para la guerra           |
| Almacenamiento | Necesitan refrigeración constante       | Se pueden almacenar por años         |
| Uso práctico | Usados mayormente en cohetes espaciales | Usados en misiles intercontinentales |
| Defendido por: | Serguei Koroliov                        | Mijail Yanguel                       |
| Fuente: Hendrickx, Bart; Vis, Bert (2007). Energiya-Buran: The Soviet Space Shuttle. Londres: Springer-Praxis. ISBN 978-0387698489. |                                         |                                      |

Mijaíl Yánguel preparo un centro de investigación de cohetes en la fábrica de automóviles. El 9 de mayo de 1951, se emitió una resolución de la URSS, como consecuencia de la misma, se realizó la transferencia de la (DAZ) al Ministerio de Armamentos. Se provocó que la planta formara parte de la asociación de producción "Planta de Construcción de Maquinaria del Sur", que se especializaba en la colaboración de diferentes instituciones para la producción de cohetes, la construcción de la planta fue finamente completada para fecha de junio de 1952, obteniendo el nombre de "planta n.º 586".
La planta n.º 586 obtuvo la dirección de Leonid Smirnov en 1952, ya bajo su mandato, la planta el 24 de abril de 1952, produjo el primer lote de motores de cohete líquidos para misiles antiaéreos. Se fabricaron los primeros misiles R-2 (8G38). Posteriormente el 28 de noviembre de 1952, comenzó la producción en masa de cohetes R-1 (copia soviética del Cohete V-2). La fábrica utilizó equipo saqueado de las plantas alemanas de Porsche y BMW para su fabricación.

En 1954, se produjeron en la planta 6500 tractores. Este mismo año para el desarrollo de misiles balísticos utilizando combustibles líquidos almacenables, Mijaíl Yánguel había recibido la autorización para convertir la división de diseñadores de la planta en una oficina de diseño autónoma (OKB-586), que se encarga de diseñar los modelos, que posteriormente se fabrican en la planta n.º 586. Mijaíl Yánguel motivado inicio una competencia contra Serguéi Koroliov, quien diseñaba el primer misil soviético con carga nuclear, el misil R-5 Pobeda el cual fue el último en ser desarrollado con la tecnología alemana del Cohete V-2, El misil R-5 Pobeda, también fue fabricado en la planta. Koroliov igualmente se encargó del diseño del misil R-9 Desna que fracaso debido al uso del oxígeno, que resultaba en que el misil fuera impráctico. 

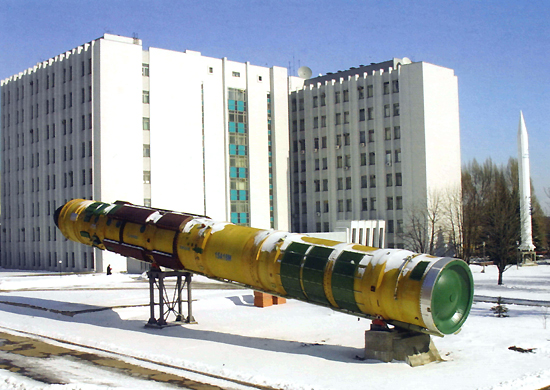
"15A18M" (R-36M2) TPK en el territorio de Yuzhmash, ciudad de Dnipropetroks (Ucrania). 8K63 R-12 Dvina a la derecha en el fondo.

El diseño de Mijaíl Yánguel se basó en la combinación del fuselaje básico del R-5 Pobeda con un motor desarrollado a partir del R-11 Zemlya. Fue aprobado el 13 de febrero de 1953 por el Consejo de Ministros de la Unión Soviética. La oficina de Mijaíl Yánguel logro exitosamente las pruebas del misil R-12 Dvina, La primera prueba se llevó a cabo en el Cosmódromo de Kapustin Yar el 22 de junio de 1957. En septiembre de 1958, Nikita Jruschov visitó personalmente Kapustin Yar para presenciar el lanzamiento del R-12 Dvina, así como de su competidor, el R-5 Pobeda. Este último ya había sido aceptado en el despliegue en ese momento. El lanzamiento del R-12 Dvina fue un éxito y al mes siguiente, la producción en masa del vehículo comenzó en Dnepropetrovsk fue el primer sistema estratégico soviético en utilizar un propergol almacenable en el interior y un sistema de orientación inercial completamente autónomo, el misil se convirtió en el misil balístico más masivo de la Unión Soviética.     El 10 de julio de 1959 la planta fue galardonada con la Orden de Lenin por la creación de misiles R-12 Dvina.
Posteriormente inicio la producción en la planta n.º 586 del misil balístico de alcance intermedio R-14 Chusovaya, uno de los proyectos más importantes de la industria aeroespacial soviética. El misil fue concebido para transportar una ojiva nuclear de 3000 kg a una distancia de 3000 km, cubriendo gran parte de Europa occidental. En ese momento era el cohete de una sola etapa más poderoso del mundo, el diseño inicial se remonta a 1949, inspirado en el misil alemán V-2, con la participación de ingenieros alemanes trasladados a la Unión Soviética tras la Segunda Guerra Mundial. Aunque el proyecto competía con el R-3 de Serguéi Koroliov, los conceptos del R-14 Chusovaya influyeron en la creación del misil intercontinental R-7 Semiorka, piedra angular de la astronáutica soviética. Las pruebas iniciales comenzaron en 1960 en el cosmódromo de Kapustin Yar, con lanzamientos exitosos que demostraron la precisión del sistema.
En paralelo R-14 Chusovaya se desarrolló el misil de dos etapas R-16, que estuvo a cargo de la oficina de diseño autónoma (OKB-586) que estaba al mando de Mijaíl Yánguel. El primer misil R-16, estuvo listo para probar el 24 de octubre de 1960, su lanzamiento fue retrasado por la trágica Catástrofe de Nedelin. Al ser una prioridad el desarrollo del misil, el 2 de febrero de 1961 se lanzó con éxito el misil R-16, el cual fue el primer ICBM (misil balistico intercontinetal) soviético.
En marzo de 1961 Aleksandr Makarov asumió el cargo de gerente de la planta n.º 586, en 1962 en la planta se produjeron 250 mil tractores, en enero de ese mismo año el vehículo de lanzamiento 63S1, puso en órbita el primer satélite DS-2 de Dniepropetrovsk. Se encargo a la oficina de Mijaíl Yánguel, el desarrollo de un nuevo sistema de misiles estratégicos R-36, el cual tenía la capacidad de llevar ojivas termonucleares, el desarrollo se puso en marcha el 16 de abril de 1962.
Bajo la administración de Aleksandr Makarov en diciembre de 1963 se organizó en la planta, la construcción de la fábrica espacial N º7, cuyo jefe fue nombrado V. Sokolov. El 28 de agosto de 1964 se probó en el cosmódromo de Baikonur el vehículo de lanzamiento 65C3 "Interkosmos".
En julio de 1965 se iniciaron las pruebas del sistema de penetración de sistemas antiaéreos (sistema lista) en el misil R-36.

#### Planta de Construcción de Maquinaria del Sur (UMZ)
En octubre de 1966, la planta n.º 586 bajo el liderato de Aleksandr Makarov, recibió el nombre de Planta de Construcción de Maquinaria del Sur (UMZ)

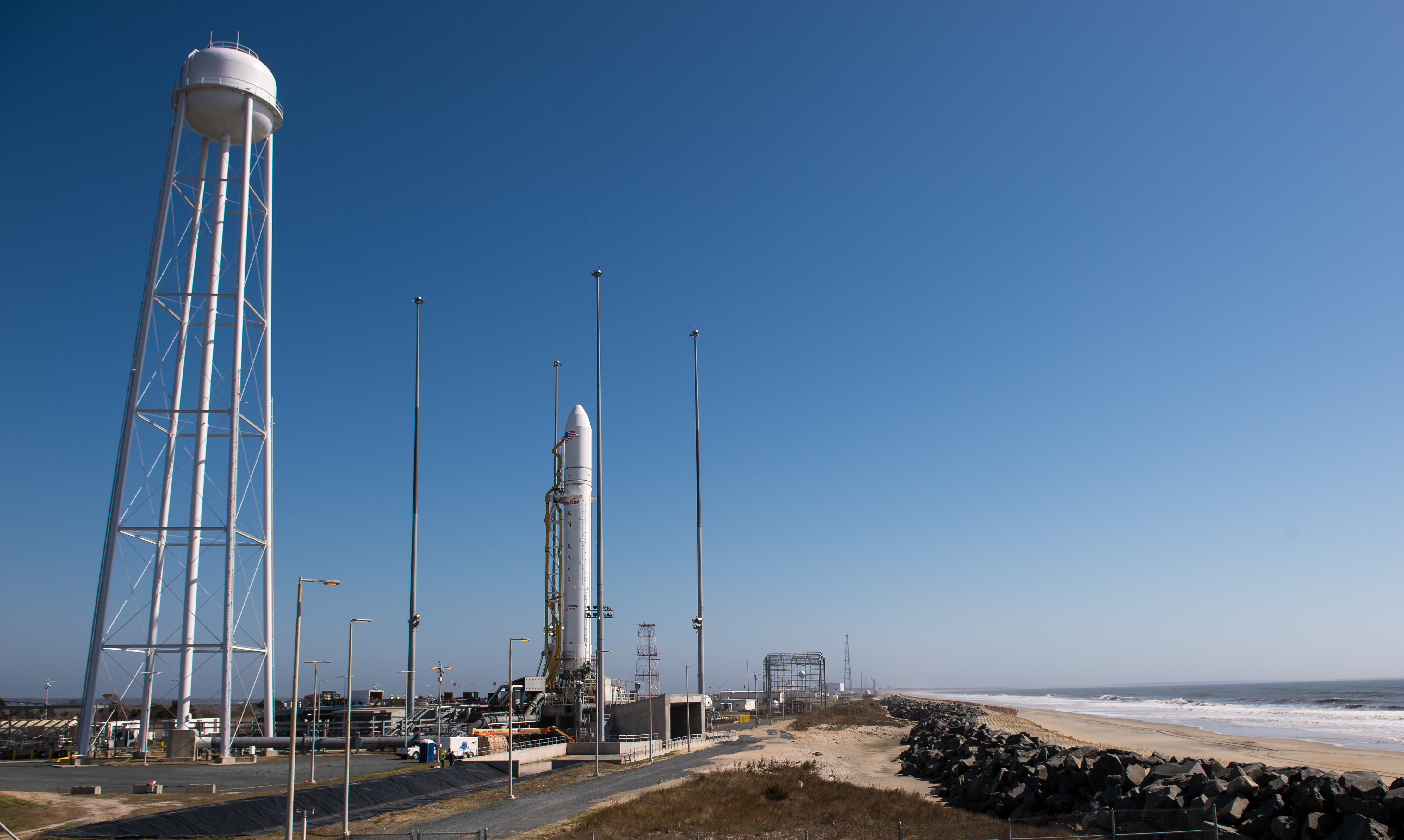
El vehículo de lanzamiento estadounidense, Antares fabricado con la participación de Yuzhmash. 16 de abril de 2013, Puerto Espacial Regional del Atlántico Medio, EE. UU.

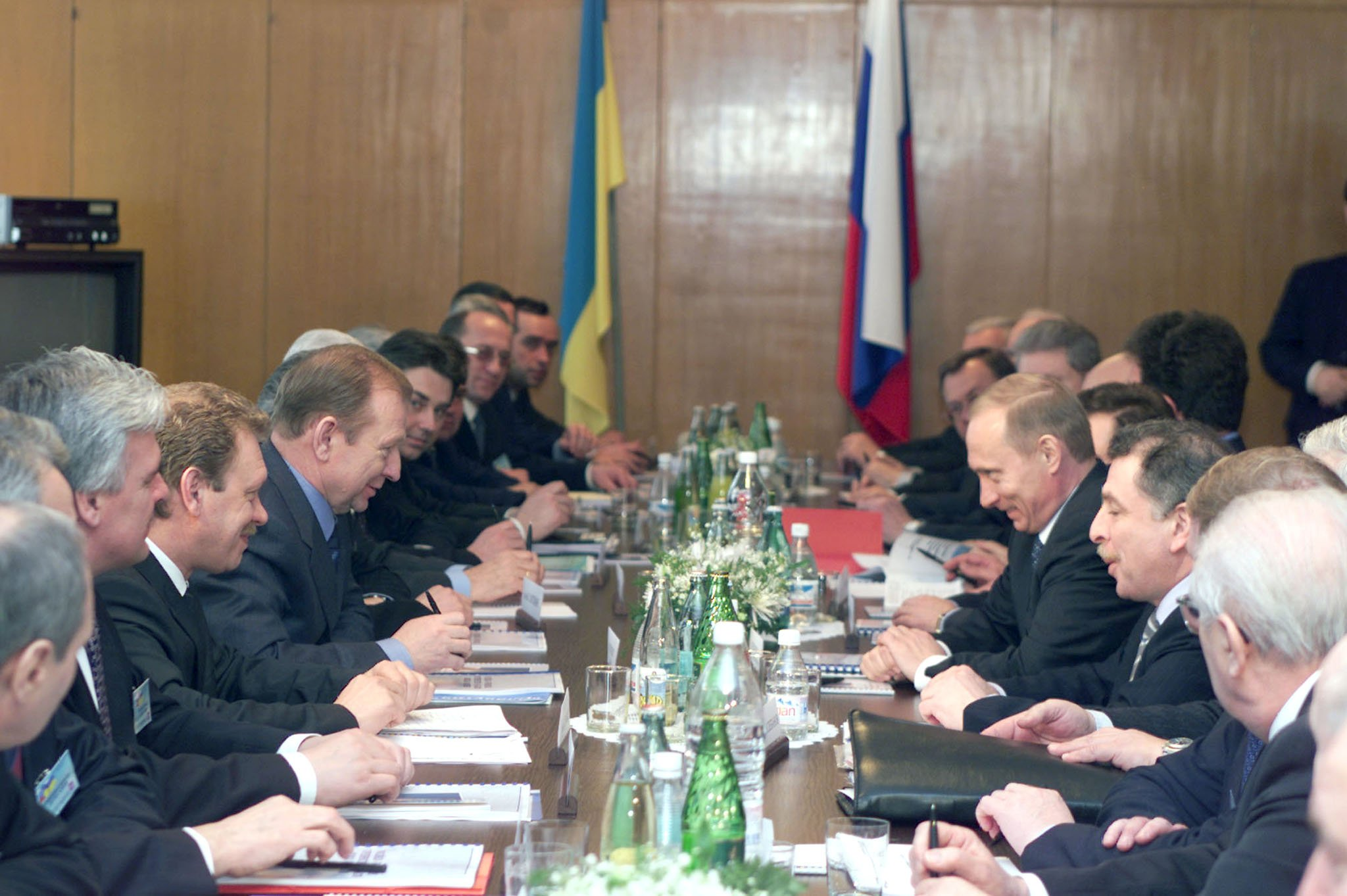
Dnipropetroks (Ucrania). Negociaciones entre Rusia y Ucrania en Yuzhmash Febrero 11-12 de 2001

Entre los misiles producidos en Yuzhmash se encontraban el primer cohete soviético con carga nuclear R-5 Pobeda (SS-3 'Shyster', designación OTAN ), el misil R-12 Dvina (SS-4 'Sandalia'), el R-14 Chusovaya (SS-5 'Skean'), el primer ICBM soviético ampliamente desplegado R-16 (SS-7 'Saddler'), el R-36 (SS-9 'Scarp'), el MR-UR-100 Sotka (SS-17 'Spanker') y el R-36M (SS-18 'Satan'). Durante la era soviética, la planta podía producir hasta 120 ICBM por año. A finales de la década de 1980, Yuzhmash fue seleccionada como la principal instalación de producción del ICBM RT-2PM2 Topol-M (SS-27 "Sickle B").

#### Disolución de la Unión Soviética
Con la perestroika, la demanda de producción militar disminuyó significativamente, y la línea de productos Yuzhmash se amplió para incluir usos no militares como la maquinaria civil. Una línea de productos añadidos después de 1992 son los trolebuses. Los modelos incluyen el articulado YuMZ T1 (1992-2008), su hermano no articulado YuMZ T2 (1993-2008) y el más moderno YuMZ E-186 (2005-2006) que presenta una cabina de piso bajo.
En febrero de 2015, tras un año de tensas relaciones, Rusia anunció que rompía su "programa conjunto con Ucrania para lanzar cohetes Dnepr-1 y que ya no estaba interesado en comprar propulsores Zenit ucranianos, lo que agravaba los problemas del programa espacial de Ucrania y de la fábrica de Yuzhmash ya en dificultades". Con la pérdida de los negocios rusos, algunos pensaron que la única esperanza para la empresa era aumentar los negocios internacionales, lo que parecía poco probable en el plazo disponible. La quiebra parecía segura en febrero de 2015, pero finalmente se evitó.
El 21 de noviembre de 2024, en el contexto de la guerra de Ucrania, el ejército ruso lanzó sobre las instalaciones de Pivdenmash un misil balístico hipersónico Oréshnik.

## Fabricación de vehículos

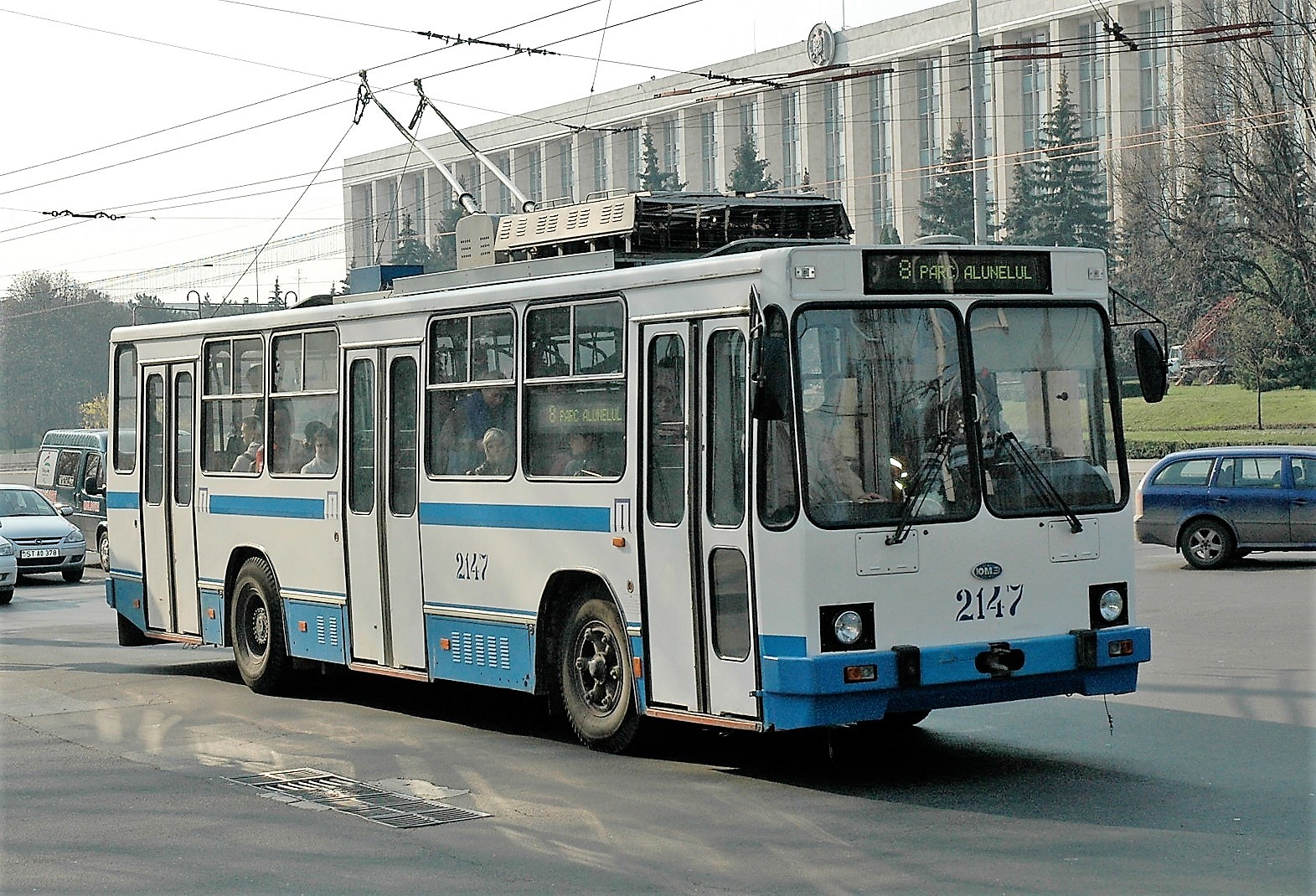
Trolebús YuMZ-T2

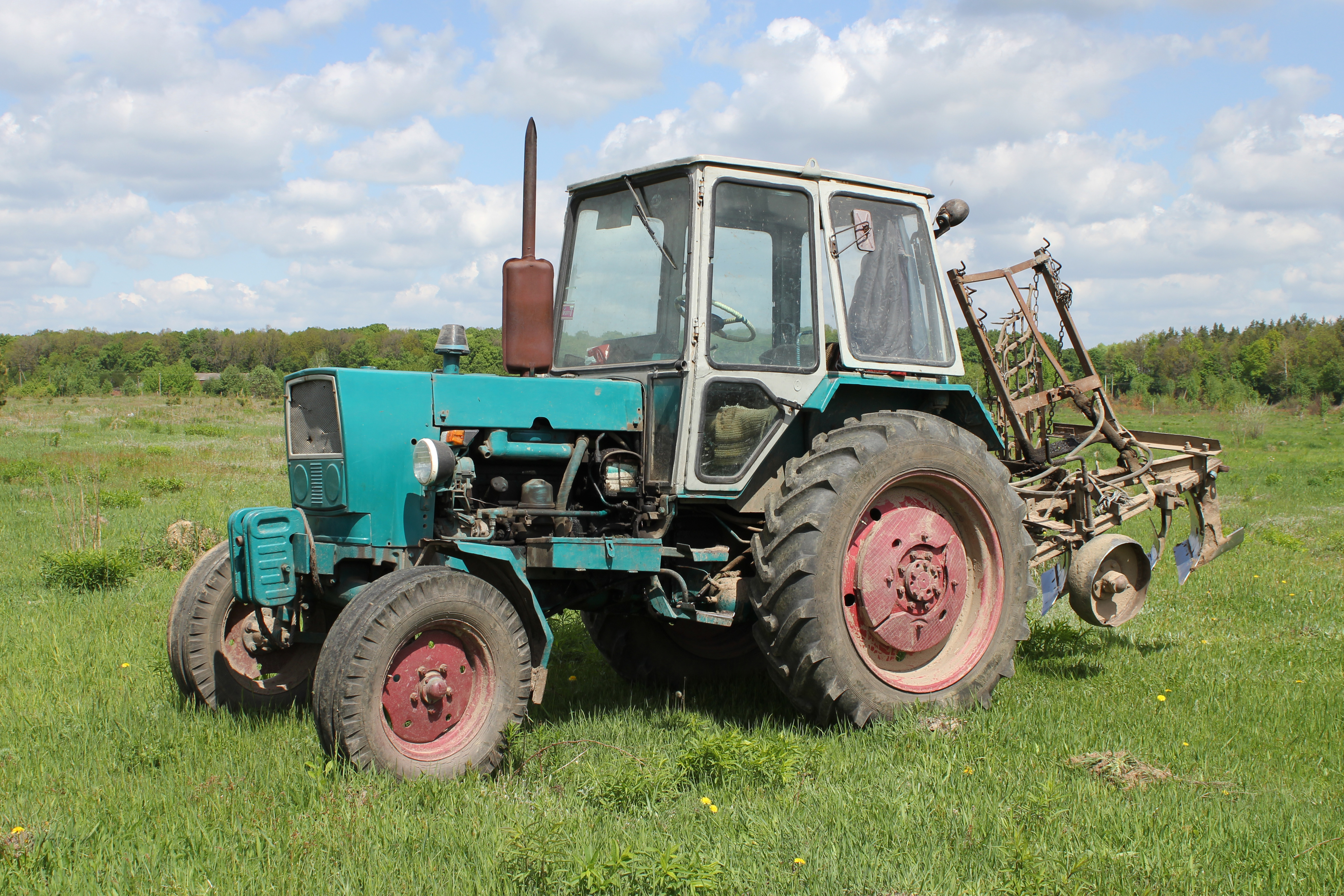
Tractor YuMZ-6KL

Creada en 1944 como "Fábrica de Tractores de Dnipropetrovsk", fue ampliada posteriormente.

### Trolebuses
- YuMZ-T1 (1992-2008)
- YuMZ-T2 (1993-2008)
- YuMZ-T2.09 (1998-2007)
- YuMZ E186 (2005-2006)

### Tractores
- YuMZ-2 (1954-1958)
- YuMZ-5 (1957-1962)
- YuMZ-6 (1971-2001)
- YuMZ 8040.2
- YuMZ 8244.2
- YuMZ 8080

## Gerentes de la planta
|   | Gerentes de la Planta                                                                  | Gerentes de la Planta | Gerentes de la Planta | Gerentes de la Planta | Gerentes de la Planta    |
| # | Nombre del Gerente                                                                     | Condecoraciones | Periodo en el cargo   | Años en el cargo      | Nacionalidad             |
| - | -------------------------------------------------------------------------------------- | --- | --------------------- | --------------------- | ------------------------ |
| 1 | Andréi Romanov                                                                         | | 1944-1947             | 3                     | Unión Soviética          |
| 2 | Konstatin Vlasov                                                                       | - Orden de Lenin - Orden de la Bandera Roja del Trabajo - Orden de la Guerra Mundial de Primer nivel - Orden de la Estrella Roja | 1947-1950             | 3                     | Unión Soviética          |
| 3 | Georgiy Grigoriev                                                                      | | 1950-1952             | 2                     | Unión Soviética          |
| 4 | Leonid Smirnov                                                                         | - Vicepresidente del Consejo de Ministros - x2 Héroe del Trabajo Socialista - Premio Lenin - x6 Orden de Lenin - Orden de la Estrella Roja - Orden de la Bandera Roja del Trabajo - Certificado de Mérito del Gobierno de la Federación de Rusia | 1952-1961             | 9                     | Unión Soviética          |
| 5 | Aleksandr Makarov                                                                      | - x3 Orden de la Bandera Roja del Trabajo - Orden de la Revolución de Octubre - Premio Lenin - x5 Orden de Lenin - x2 Estrella Dorada del Héroe - Orden del Príncipe Yaroslav el Sabio - Premio del Estado - x2 Héroe del Trabajo Socialista - Orden de la Amistad - Honrado Constructor de Máquinas - Premio M. Yanguel - El Nombre Alexander Maksimovich Makarov fue asignado a YUZHMASH. | 1961-1986             | 25                    | Unión Soviética          |
| 6 | Leonid Kuchma                                                                          | - 2.º Presidente de Ucrania - Orden de la Bandera Roja del Trabajo (1976) - Premio Lenin (1979) - Orden del Mérito de la Patria Primera Clase (2004) - Orden de la República (2003) - Orden de Independencia (1999) - Orden de Vakhtang Gorgasal Iº(2013) - Orden del Águila Dorada (1999) - Gran Cruz de la Orden de Vitautas el Grande (1996) - Gran Cruz de la Orden del Gran Duque de Lituania Gediminas (1998) - Gran Cruz con Estrella de la Orden de la Rosa Blanca (1995) - Orden de los Serafines (1999) - Orden del Águila Blanca (1997) - Gran Estrella al Mérito de la República de Austria (1998) - Orden de la Estrella de Rumanía - Orden del Libertador de San Martín - Orden de Mugunghwa (1996) - Orden de la Familia Real de Brunéi, - Medalla de Belén (2000) - Premio Estatal de Ucrania(1993) | 1986-1992             | 6                     | Unión Soviética/ Ucrania |
| 7 | Yuri Alekseev                                                                          | - Héroe de Ucrania - Premio Estatal de Ucrania - Medalla del Valor - Medalla de Oro Yuri Gagarin - Orden del Merito 3er Grado | 1992-2005             | 13                    | Ucrania                  |
| 8 | Viktor Shchegol                                                                        | - Trabajador Honorario de la Industria (1995) - Héroe de Ucrania con la concesión de la Orden de los Poderes (2004) - Premio Estatal de Ucrania(2010) - Laureado del Gabinete de Ministros de Ucrania (2013) | 2005-2014             | 9                     | Ucrania                  |
| 9 | Sergey Voit                                                                            | - Trabajador Merecido de la Industria de Ucrania (1994) - Orden del Merito de 3ra Clase (2004) - Orden del Merrito de 2da Clase (2008) - Premio Estatal de Ucrania - Medalla A. A Ryazhskikh (2011) - Medalla M. Yanguel (2011) - O. M Makarov (2012) | 2014-presente         | En el cargo           | Ucrania                  |
|   | Fuente: Yuzhmash 1. No incluye: Títulos Universitarios, Premio a Ciudadano Honorífico. | |                       |                       |                          |